# Molí de Blat (Prat de Comte)
El Molí de Blat és una edificació de Prat de Comte (Terra Alta) inclosa a l'Inventari del Patrimoni Arquitectònic de Catalunya.

## Descripció
Molí de blat que ocupava una considerable extensió de terreny degut a la bassa d'acumulació d'aigua. Encara que es troba al costat d'un curs d'aigua, el seu cabal no és gens regular, per això és necessari acumular l'aigua pel funcionament del molí.
Al final de la bassa se situa el que és pròpiament el molí, on l'aigua arribava mitjançant un sifó soterrat fins a una zona del molí soterrada i coberta amb una volta de pedra.
Els murs són de maçoneria i es troben en molt mal estat de conservació, les obertures són de carreus de pedra.
El paviment original és de petites pedres de riera esteses amb morter.
L'aigua tornava a morir al rierol.